# Patrick Weston Joyce
Pour les articles homonymes, voir Joyce.
Patrick Weston Joyce, né en 1827 dans le village de Ballyorgan, à la frontière des comtés de Limerick et de Cork, et décédé le 7 janvier 1914, est un historien, écrivain et collecteur irlandais. Il est plus particulièrement connu pour ses recherches sur la toponymie irlandaise.

## Biographie
Patrick Weston Joyce vient au monde à Ballyorgan, un village des montagnes Ballyhoura, à la frontière des comtés de Limerick et Cork, et grandit à Glenosheen (comté de Limerick). Il est le fils de Garret Joyce (né en 1796) et Elizabeth O'Dwyer. Il a trois frères, Michael, John et Robert Dwyer Joyce (1830-1883). Ce dernier fut également un collecteur de musique irlandaise de renom, dont les apports furent inclus par George Petrie dans The Petrie Collection of the Ancient Music of Ireland, publié en 1855.
P.W. Joyce possède le gaélique irlandais pour langue maternelle, et commence son éducation dans une hedge school (en) (école rurale dans l'Irlande des XVIIIe et XIXe siècles, qui se tenait en extérieur). Il rejoint ensuite l'école de Mitchelstown (comté de Cork).
Il commence à travailler en 1845, au sein de l'Éducation nationale, et devient professeur, puis principal de la Model School de Clonmel (comté de Tipperary).
En 1856, il est l'un des quinze enseignants choisis pour réorganiser le système scolaire irlandais. Entretemps, il obtient son baccalauréat en arts en 1861, puis sa maîtrise en 1863 au Trinity College (Dublin) et enfin un doctorat en 1870
Il publie en 1863 un manuel d'éducation, A Handbook of School Management and Methods of Teaching, plusieurs fois réédité, et encore utilisé. Cette même année, il est élu membre de la Royal Irish Academy.
De 1874 à 1893, il est principal du Training College de Marlborough Street (établissement de formation des enseignants) de Dublin. En tant que membre de la Société pour la préservation de la langue irlandaise, il écrit une grammaire irlandaise en 1878. Il est également président de la Royal Society of Antiquaries of Ireland (en) de 1906 à 1908, dont il est membre depuis 1865.
P.W. Joyce est un personnage culturel clé de son époque. L'étendue de ses centres d'intérêt inclut entre autres l'irlandais, l'anglais irlandais, la musique, l'éducation, la littérature et le folklore irlandais, les antiquités, la toponymie. Il publie nombre d'ouvrages sur l'histoire et la culture de l'Irlande. Son œuvre la plus remarquable est son ouvrage d’avant-garde sur la toponymie irlandaise The Origin and History of Irish Names of Places (première édition publiée en 1869, suivie d'un second tome en 1875). 
Il est l'un des grands collecteurs de musique et chants traditionnels irlandais et a publié entre autres Ancient Irish Music (1872), une collection de cent mélodies accompagnées de notes historiques, et Old Irish Folk Music and Songs. Ce dernier ouvrage contient 842 mélodies traditionnelles irlandaises. Certaines d'entre elles sont des airs collectés par William Forde et John Edward Pigot non encore publiés. En 1879, parait Old Celtic Romances, une série de onze romances de bardes irlandais, traduits en anglais à partir de manuscrits gaéliques de la Royal Irish Academy et du Trinity College de Dublin.

## La collection Joyce au St. Patrick's College
La collection P.W. Joyce, de la bibliothèque du St Patricks' College (en) (quartier Drumcondra, Dublin) rassemble un grand nombre des centres d'intérêt de l'écrivain et recèle beaucoup de raretés.
On y trouve en particulier des documents originales de P.W. Joyce et de son frère Robert Dwyer Joyce, ainsi que des livres de la bibliothèque personnelle de l'écrivain. La collection recèle également neuf manuscrits liés à P.W. Joyce et aux membres de sa famille, dont un exemplaire de sa propre main Echtra Cormaic itir Tairngiri agus Ceart Claíd Cormaic ('Les aventures de Cormac en terre promise'), extrait du livre de Ballymote (en) que P.W. Joyce traduisit en anglais.

## Publications
- The Origin and History of Irish Names of Places (3 volumes, 1869, 1875, 1913) ;
- Irish local names explained (1870) ;
- Ancient Irish music (1872) ;
- A Handbook of School Management (1876) ;
- An Irish Grammar (1878) ;
- On the Old Celtic Romances (1879) ;
- Old Irish Folk Music, 842 airs (1909) ;
- Irish Peasant Songs ;
- Irish Music and Song (1888) ;
- A concise history of Ireland ;
- A history of Gaelic Ireland from the earliest times to 1608 (1893) ;
- English as we speak it in Ireland (1910) ;
- Ireland's battles and battlefields ;
- Irish names of places ;
- Old Irish folk music and songs ;
- A social history of ancient Ireland 2 volumes (1906) ;
- The story of ancient Irish civilisation (1907) ;
- The wonders of Ireland (1911).